# زمین‌لرزه ۱۹۱۰ الجزایر
زمین‌لرزه الجزایر  در تاریخ ۲۴ ژوئن ۱۹۱۰ میلادی، برابر با ‎۲ تیر ۱۲۸۹، ساعت ۱۳:۲۷:۰۰ به زمان یوتی‌سی در الجزایر رخ داد. ژرفای این زلزله ۳۳ کیلومتر بود. بزرگی آن ۶٫۴ در مقیاس ریشتر اعلام شده‌است. زمین‌لرزه به وقت محلی در روز جمعه، ساعت ۱۴ روی داده و منطقه زمانی آن یوتی‌سی +۱ بوده‌است .
سازمان زمین‌شناسی آمریکا نیز جای این زمین‌لرزه را در مختصات ۳۶°شمالی ۴°شرقی / ۳۶°شمالی ۴°شرقی و بزرگی آنرا برابر با ۶٫۴ در مقیاس ریشتر اعلام کرده‌است. ژرفای گزارش شده از سوی این سازمان ۳۳ کیلومتر می‌باشد.
شمار کشتگان زلزله حدود ۸۱ نفر بوده‌است. 